# Mestre do Bigallo
Maestro del Bigallo (em italiano, "mestre do Bigallo") foi um pintor italiano, ativo em Florença entre o final do século XIII e o início do século XIV. 
Sua identidade é incerta. Reúne-se sob o nome de Maestro del Bigallo um conjunto de obras realizadas por este autor nos arredores do spedale de Bigallo - um abrigo para peregrinos e viandantes sob a responsabilidade e patrocínio dos doze capitães que dirigem a Compagnia Maggiore di S. Maria, confraria fundada em 1224 pelo dominicano São Pedro Mártir.  